# 泰山府
泰山府，位于中国广东省湛江市湛江湖光镇旧县村，为湛江市的一个市、县级文物保护单位，类型为古建筑，公布时间为1995年10月15日。
泰山府的历史年代为清代。